# Élections sénatoriales de 1998 dans la Creuse
Les élections sénatoriales dans la Creuse ont eu lieu le dimanche 27 septembre 1998. 
Elles ont eu pour but d'élire les sénateurs représentant le département au Sénat pour un mandat de neuf années.

## Contexte départemental
Lors des élections sénatoriales du 24 septembre 1989 dans la Creuse, deux sénateurs PS ont été élus, Michel Moreigne et William Chervy.
Depuis, tous les effectifs du collège électoral des grands électeurs ont été renouvelés, avec les élections législatives françaises de 1997, les élections régionales françaises de 1998, les élections cantonales de 1994 et 1998 et les élections municipales françaises de 1995.

## Sénateurs sortants
| Sénateur | Sénateur        | Parti | Fonctions lors de l'élection en 1989                              |
| -------- | --------------- | ----- | ----------------------------------------------------------------- |
|          | Michel Moreigne | PS    | Sénateur sortant, président du conseil général, maire de Lupersat |
|          | William Chervy  | PS    | Sénateur sortant, conseiller général, maire de Saint-Vaury        |

## Présentation des candidats
Les nouveaux représentants sont élus pour une législature de 9 ans au suffrage universel indirect par les 506 grands électeurs du département. 
Dans la Creuse, les sénateurs sont élus au scrutin majoritaire à deux tours.
| Candidats | Candidats          | Parti | Principale fonction                                                 |
| --------- | ------------------ | ----- | ------------------------------------------------------------------- |
|           | René Debesson      | PCF   | Conseiller régional, adjoint au maire de Bourganeuf                 |
|           | Daniel Dextet      | PCF   | Adjoint au maire de Guéret                                          |
|           | Michel Moreigne    | PS    | Sénateur sortant, conseiller général, maire de Lupersat             |
|           | André Lejeune      | PS    | Maire de Guéret, ancien sénateur                                    |
|           | Jérémie Gorse      | DVD   |                                                                     |
|           | Guy de Lamberterie | DL    | Conseiller régional, conseiller général, maire de Peyrat-la-Nonière |
|           | Roland Aupetit     | RPR   | Conseiller général, adjoint au maire de Dun-le-Palestel             |
|           | Claude Cotte       | FN    |                                                                     |

## Résultats
| Candidat et parti politique | Candidat et parti politique | Candidat et parti politique | Premier tour | Premier tour | Second tour | Second tour |
| Candidat et parti politique | Candidat et parti politique | Candidat et parti politique | Voix         | %            | Voix        | %           |
| --------------------------- | --------------------------- | --------------------------- | ------------ | ------------ | ----------- | ----------- |
|                             | Michel Moreigne             | PS                          | 244          | 49,59        | 290         | 59,18       |
|                             | André Lejeune               | PS                          | 230          | 46,75        | 286         | 58,37       |
|                             | Roland Aupetit              | RPR                         | 197          | 40,04        | 162         | 33,06       |
|                             | Guy de Lamberterie          | DL                          | 187          | 38,01        | 168         | 34,29       |
|                             | Daniel Dexet                | PCF                         | 59           | 11,66        | 1           | 0,20        |
|                             | René Debesson               | PCF                         | 50           | 10,16        | 1           | 0,20        |
|                             | Claude Cotte                | FN                          | 2            | 0,41         | Retrait     | Retrait     |
|                             | Jérémie Gorsse              | DVD                         | 0            | 0,00         | Retrait     | Retrait     |
|                             |                             |                             |              |              |             |             |
| Inscrits                    | Inscrits                    | Inscrits                    | 506          | 100,00       | 506         | 100,00      |
| Abstentions                 | Abstentions                 | Abstentions                 | 6            | 1,19         | 6           | 1,19        |
| Votants                     | Votants                     | Votants                     | 500          | 98,81        | 500         | 98,81       |
| Blancs et nuls              | Blancs et nuls              | Blancs et nuls              | 8            | 1,60         | 10          | 2,00        |
| Exprimés                    | Exprimés                    | Exprimés                    | 492          | 98,40        | 490         | 98,00       |